# خرونلو
گروئنلو نام شهری در مرز آلمان و هلند است. جمعیت این شهر در سال ۲۰۰۷، ۱۰٬۰۶۲ نفر بوده‌است.

سپر قدیمی گروئنلو

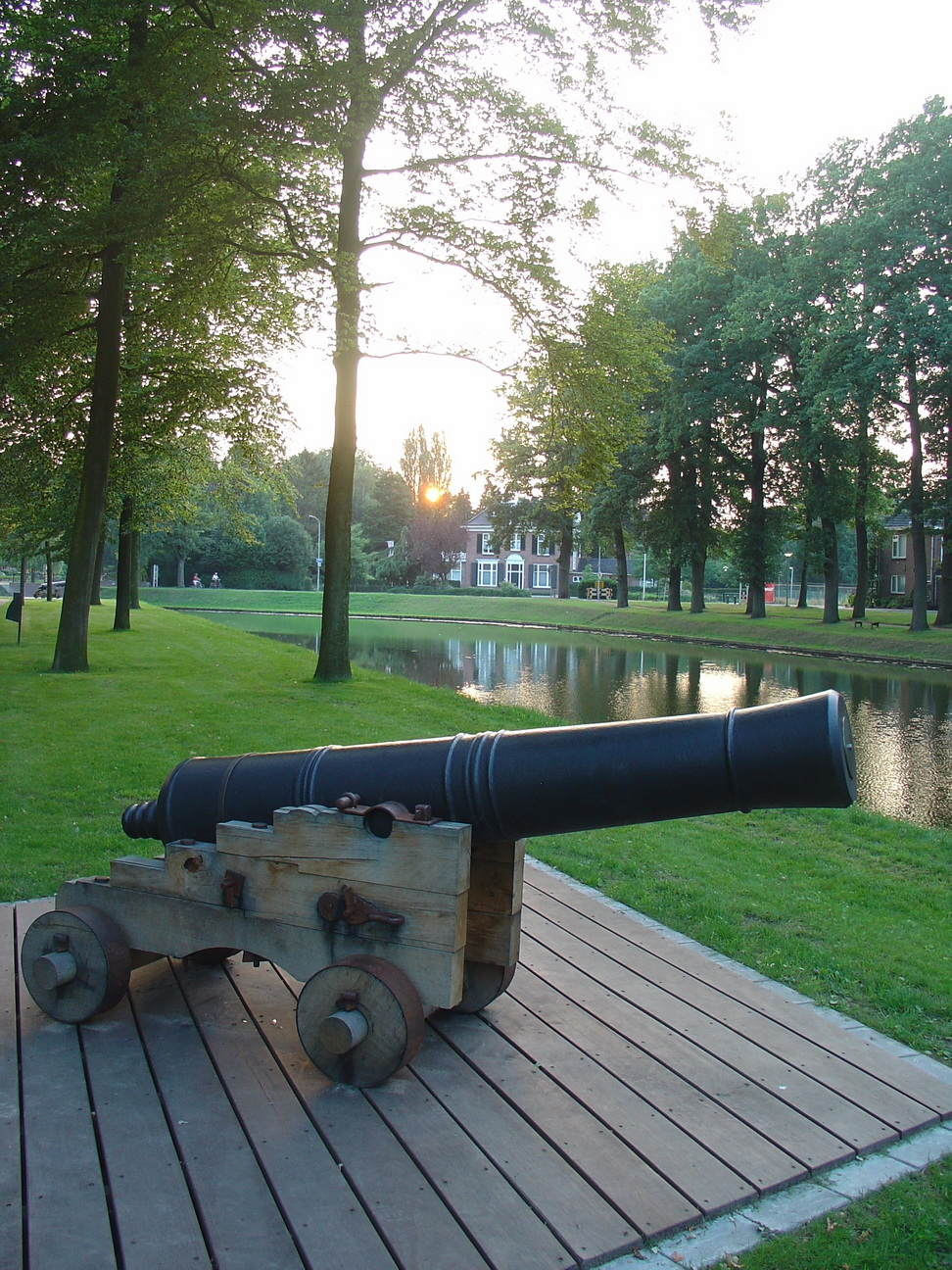
توپ‌هایی که در حاشیه کانال‌ها در گروئنلو چیده شده‌اند.

## نگارخانه

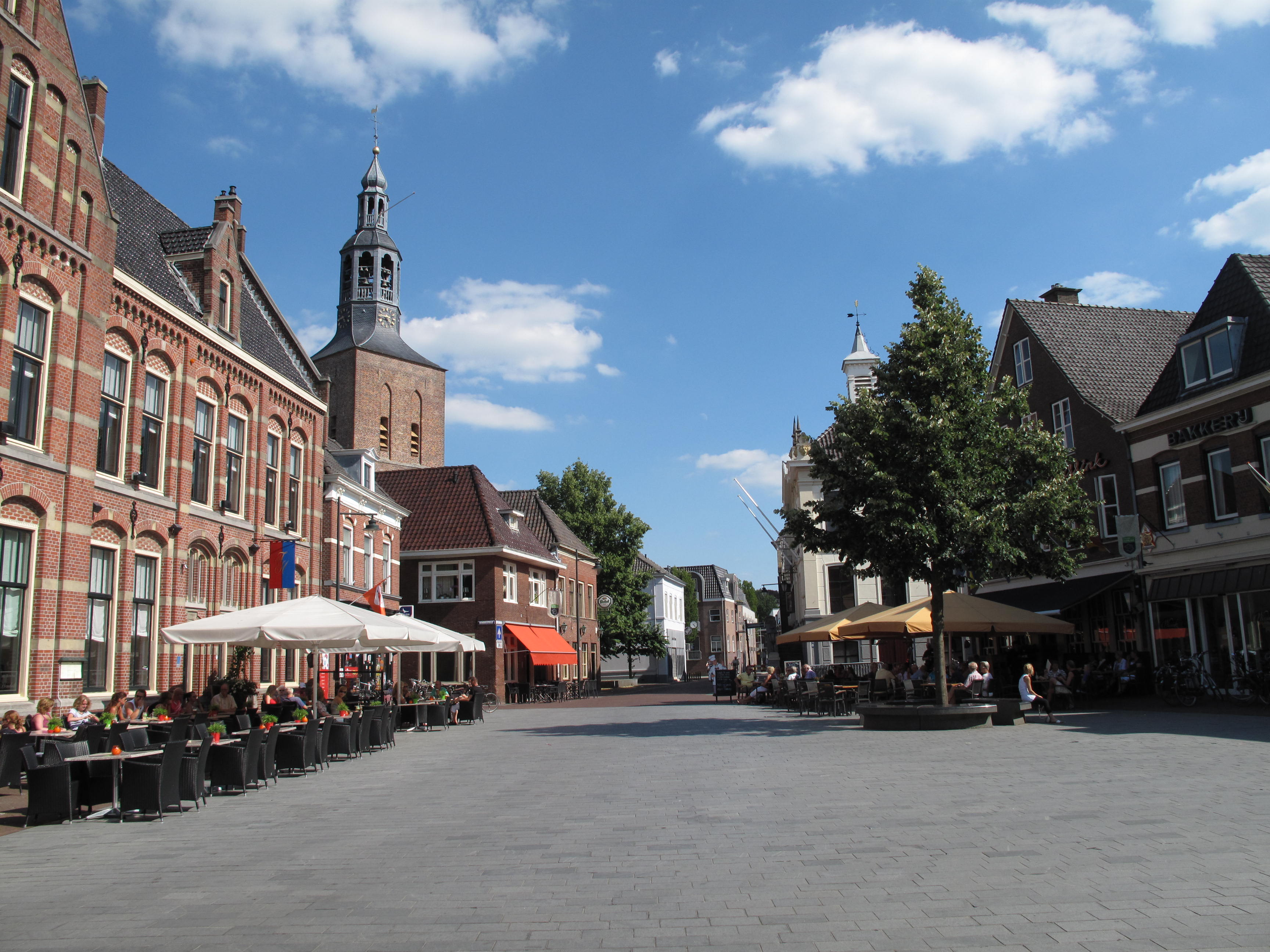
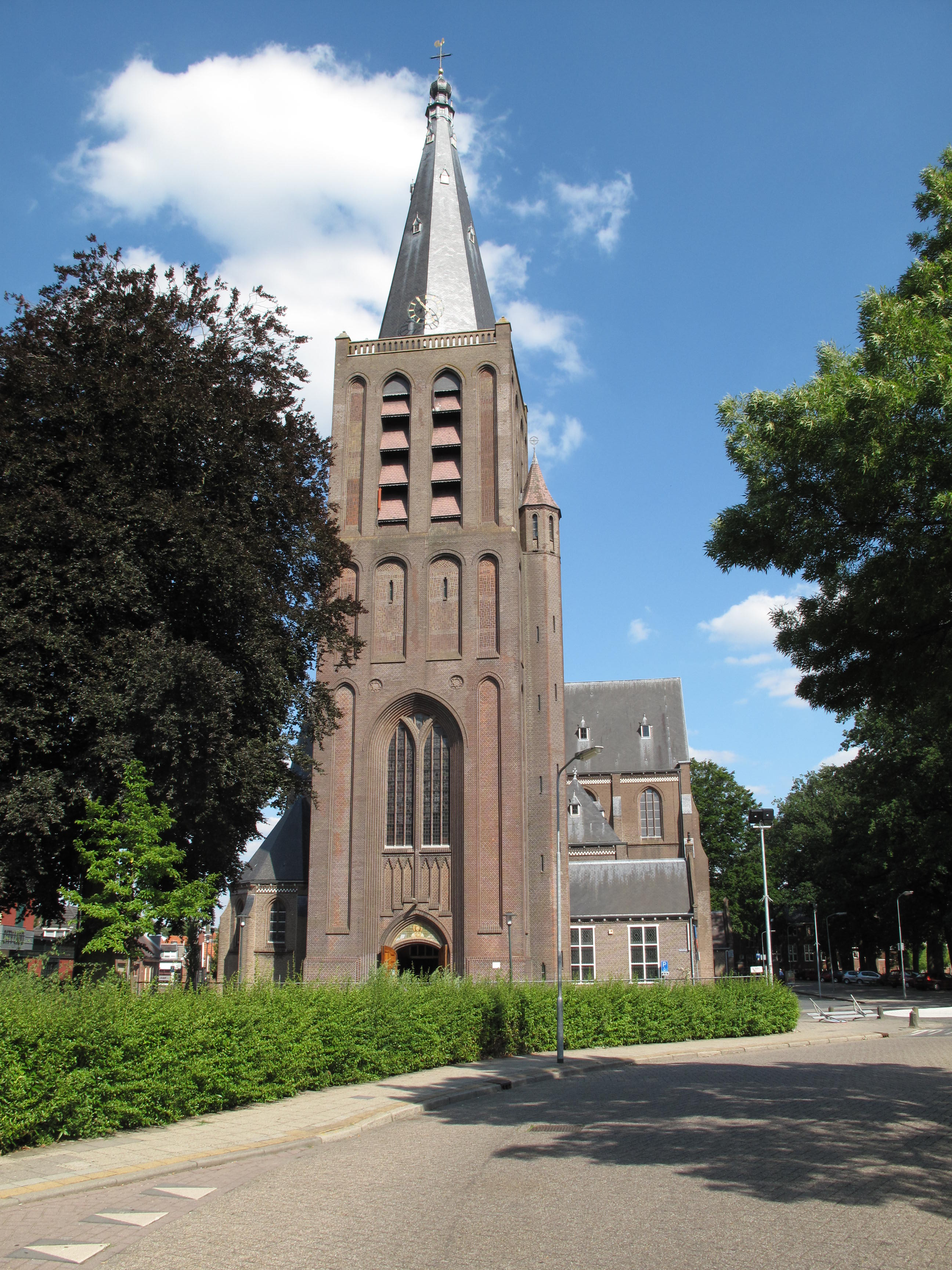
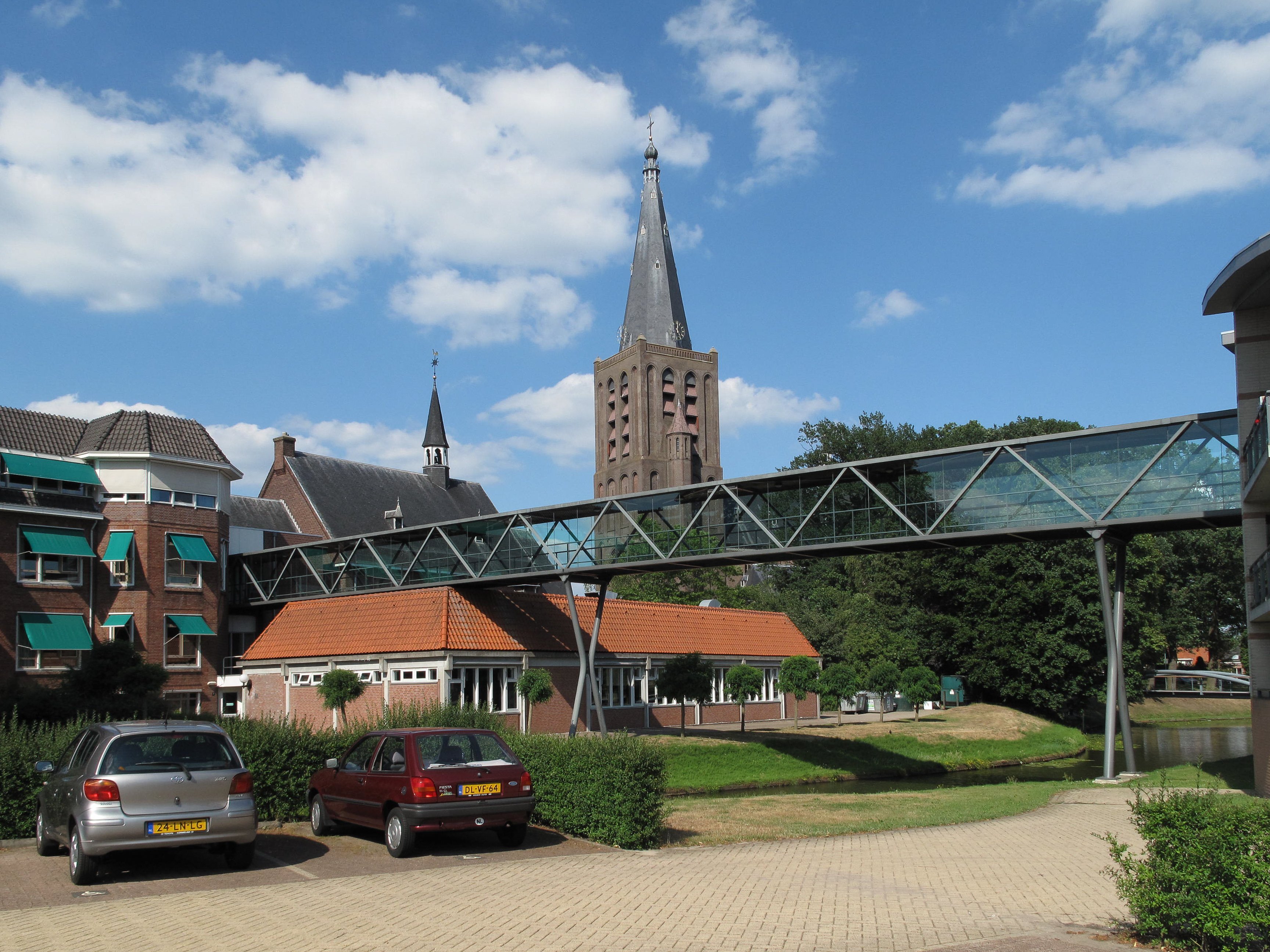